# مأمور خفته
مأمور خفته (به انگلیسی: Sleeper agent) به یک جاسوس یا مأمور مخفی گفته می‌شود که برای مدت کم و بیش طولانی در سازمان یا کشور هدف به صورت ناشناس حضور دارد، اما قصد انجام عملیات فوری را ندارد و تا رسیدن دستور در زمان مناسب منتظر می‌ماند. مأمور خفته ممکن است برای مدت ماه‌ها یا سال‌ها یا حتی تا پایان مدت عمر به حالت غیرفعال باقی بماند. حتی اگر مامور خفته فعال نشود همچنان می‌تواند به عنوان یک عامل ارزشمند به شمار آید و می‌تواند نقش فعالی در خرابکاری، جاسوسی یا حتی احتمالاً خیانت ایفا کند
سلول خفته به مجموعه‌ای از مأمورین خفته اطلاق می‌شود که با یکدیگر در ارتباط هستند و با رسیدن دستور «بیدار» شده و به حالت فعال در می‌آیند و با دیگران در یک سیستم سلولی پنهانی همکاری کند.

## توضیحات
در جاسوسی، یک مامور خفته کسی است که به کشور هدف نفوذ کرده و گاهی برای مدت کوتاهی یا برای سال‌های دراز "به خواب رفته" است. این عامل هیچ تلاشی برای ارتباط با حامی یا دیگر عوامل موجود نمی‌کند و به دنبال اطلاعات فراتر از اطلاعات عمومی نیست و تنها پس از دریافت سیگنال یا پیام از قبل تنظیم شده از حامی یا یک عامل دیگر فعال می‌شود.
این عامل شغل و هویتی را به دست می‌آورد که ترجیحاً در آینده مفید خواهند بود و تلاش می‌کند تا به عنوان یک شهروند عادی در زندگی روزمره با دیگر شهروندان ترکیب شود. دلیل این موضوع این است که عملا سازمان‌های ضدجاسوسی در کشور هدف نمی‌توانند همه کسانی را که احتمالاً قبلاً استخدام شده‌اند را تحت نظر داشته باشند. بهترین عوامل خفته کسانی هستند که نیازی به دریافت حقوق از حامی ندارند. زیرا می‌توانند به اندازه کافی درآمد کسب کنند تا خود را تأمین مالی کنند تا از هر گونه پرداخت قابل ردیابی از خارج جلوگیری شود. در چنین مواردی، عامل خفته ممکن است آن‌قدر موفق باشد که به چیزی که گاهی به آن "عامل تاثیرگذار" گفته می‌شود تبدیل شود.
عوامل خفته‌ای که لو رفته‌اند معمولا ساکنین اصلی کشور هدف بوده‌اند که در اوایل زندگی به جای دیگری نقل مکان کرده‌اند و پیش از بازگشت به کشور هدف به دلایل ایدئولوژیک یا قومیتی استخدام شده‌اند. این موضوع برای حامی یا کشور مبدا ارزشمند است زیرا زیرا مهارت‌های زبانی و دیگر توانایی‌های عامل خفته مانند یک بومی است و بنابراین کمتر باعث برانگیختن شک در کشور هدف می‌شود.